# Göppingen Gö 3
Le Göppingen Gö 3 Minimoa est un planeur monoplace produit en Allemagne. Il a été conçu par Martin Schempp et Wolf Hirth et a été produit l'année suivant leur premier planeur, le Göppingen Gö 1. Il a volé pour la première fois en 1935. Le nom est dérivé du nom Moazagotl donné aux nuages lenticulaires causés par le vent foehn dans les Sudètes. Le nom a été utilisé pour l'un des premiers planeurs de Hirth ; et comme le Gö 3 était une version plus petite, il s'appelait « Mini » comme diminutif.
Il établit plusieurs records, dont le record mondial d'altitude de 6 687 m (21 939 ft) en 1938, dans un orage. Richard du Pont et Chet Decker ont piloté des Minimoas pour remporter les championnats américains en 1937 et 1938.
Il était fait de bois et de tissu avec des ailes en mouette en porte-à-faux. Une version B en 1938 avait des ailes plus fines avec une section modifiée et le pli de l'aile en mouette à un endroit différent. Le train de roulement n'était pas rétractable. C'était le premier planeur construit pour transporter du lest d'eau dans un réservoir derrière le pilote.
Seuls cinq Minimoas restent en état de navigabilité: deux en Allemagne, un au Japon, une réplique construite aux Pays-Bas et la dernière à voler au Royaume-Uni. Un autre était en cours de préparation pour le vol à Bacchus Marsh en Australie.[Quand ?]
Un Minimoa de 1935 est exposé au National Soaring Museum à Elmira, NY (USA). Le seul Minimoa connu encore en propriété privée aux États-Unis est un 1938 appartenant à Jerry Wenger à Powell, WY (États-Unis).

## Spécifications (Gö 3)
- Équipage: 1
- Longueur: 7 m (23 ft 0 in)
- Envergure: 17 m (55 ft 9 in)

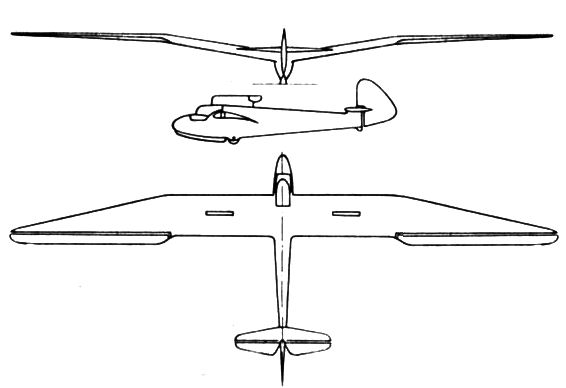
Göppingen Gö 3 Minimoa dessin à 3 vues de L'Aerophile mars 1937

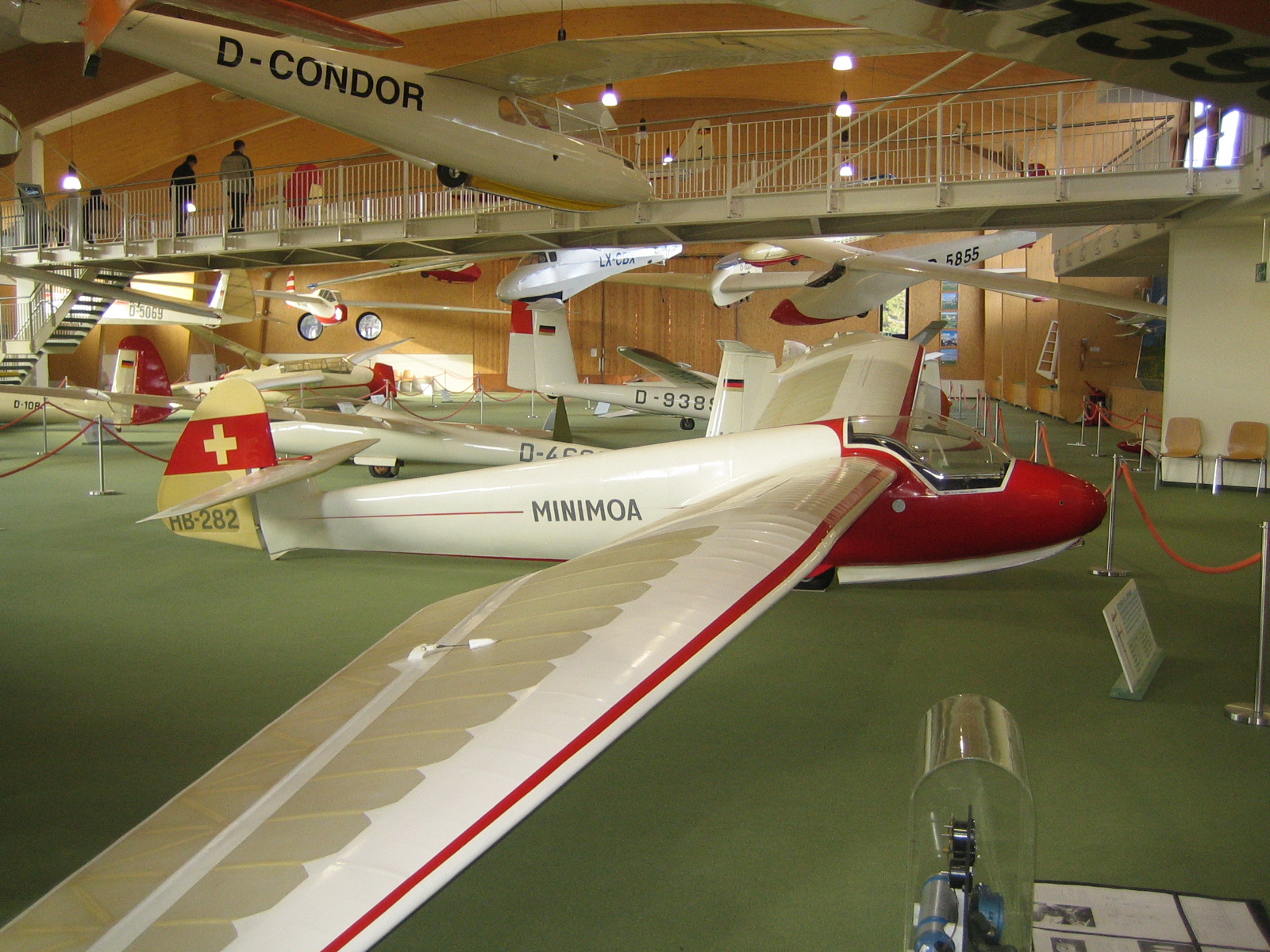
Göppingen Gö 3 Minimoa, exposée au Deutsches Segelflugmuseum

- Surface allaire: 19.05 m2 (205.1 sq ft)
- Allongement d'aile: 16:1
- Profil aérodynamique: Göttingen 681 - root, Göttingen 693 - tip
- Poids à vide: 245 kg (540 lb)
- Max takeoff weight: 350 kg (772 lb)

Performance
- Vitesse à ne jamais dépasser: 219 km/h (136 mph, 118 kn)
- Maximum glide ratio: 28:1 at 72 km/h (45 mph)
- Vitesse de descente: 0.61 m/s (120 ft/min) at 60 km/h (37 mph)
- Charge alaire: 18.37 kg/m2 (3.76 lb/sq ft)